# R.S. Ginnastica Torino
Reale Società Ginnastica di Torino là một câu lạc bộ thể thao đến từ Torino, được thành lập vào ngày 17 tháng 3 năm 1844. Đây là câu lạc bộ lâu đời nhất ở Ý, nổi tiếng nhất khi thi đấu Giải vô địch bóng đá Ý với phần bóng đá khai mạc năm 1897.

## Phần bóng đá
Câu lạc bộ thể thao nổi tiếng của Torinese đã mở phần bóng đá vào năm 1897 để thi đấu tại Concorsi Federali di Calcio, một cuộc thi bóng đá do FNGI tổ chức, cuộc thi này đã tồn tại trước Giải vô địch bóng đá Ý. Họ đã chiến thắng trong lần tham gia đầu tiên của họ.
Năm 1898 là một năm đầy sự kiện của câu lạc bộ, họ đã thi đấu trong Giải vô địch bóng đá Ý đầu tiên, đội được chơi vào ngày 8 tháng 5 năm 1898 tại Velodromo Umberto I ở Turin; Ginnastica Torino thua trận bán kết 2-1 trước Genoa. Tuy nhiên, họ cũng tham gia cuộc thi Concorsi Federali di Calcio năm đó và đã giành chiến thắng lần thứ hai bằng cách đánh bại một đội từ Ferrara, Emilia-Romagna.
Mùa giải tiếp theo, câu lạc bộ đã thông qua quảng cáo của công ty quảng cáo của họ, nó nằm gần Parco Cavalieri di Vittorio Veneto, thuộc khu phố Santa Rita của thành phố Turin. Sau khi đánh bại FBC Torinese 2-0 trong trận đấu loại trừ, Ginnastica đã thua 2-0 trước Internazionale Torino bảy ngày sau đó. Sau ba mùa giải không thành công nữa, trong đó họ đã bị loại trong trận đấu đầu tiên (bao gồm cả trận thua 5-0 trước Juventus năm 1901), phần bóng đá của câu lạc bộ đã ngừng thi đấu vào năm 1902.

### Danh hiệu
Concorsi Federali di Calcio
- Chiến thắng: 1897, 1898

## Những môn thể thao khác
Nhiều hoạt động thể thao khác đã được thực hiện bởi câu lạc bộ, bao gồm; judo, thể dục nghệ thuật, bóng rổ và hiệp hội bóng bầu dục. Sau này, Ginnastica Torino đã vô địch giải quốc gia Ý năm 1947.